# Ayodhya Airport
Ayodhya Airport är en flygplats i Indien. Den ligger i distriktet Ayodhya och delstaten Uttar Pradesh, i den nordöstra delen av landet, 500 km öster om huvudstaden New Delhi. Ayodhya Airport ligger 103 meter över havet.
Terrängen runt Ayodhya Airport är mycket platt. Runt Ayodhya Airport är det tätbefolkat, med 683 invånare per kvadratkilometer. Närmaste större samhälle är Faizabad, 2,7 km norr om Ayodhya Airport. Trakten runt Ayodhya Airport består till största delen av jordbruksmark.